# Westerviks Segelsällskap
Westerviks Segelsällskap, WSS. Segelsällskap från Västervik (Kalmar län), bildat 1885, medlem av Svenska Seglarförbundet 1911. WSS organiserar kappseglingen Byxelkroken.